# Rajd Abu Zabi 2009
Rajd Abu Zabi 2009 (Abu Dhabi Desert Challenge 2009) – pierwsza runda eliminacji Mistrzostw Świata w Rajdach Terenowych 2009, która odbyła się w dniach 22 – 27 marca w stolicy Zjednoczonych Emiratów Arabskich - Abu Zabi. Rajd liczył pięć etapów. W klasyfikacji końcowej motocykli tryumfował Marc Coma, zaś w klasyfikacji samochodów Guerlain Chicherit z pilotką Tiną Thörner. W rajdzie udział wzięło: 34 motocykle, 11 quadów, 29 samochodów oraz dwie ciężarówki, które klasyfikowano łącznie z samochodami.

## Rezultaty na poszczególnych etapach

### Prolog –Abu Zabi(ok. 2 km[3][4])

#### Motocykle
| Miejsce | Motocyklista     | Czas        |
| ------- | ---------------- | ----------- |
| 1       | Jakub Przygoński | 2,11.4 min. |
| 2       | Sean Gaugain     | +2,6 sek.   |
| 3       | Fabio Benetti    | +3,7 sek.   |
| ...     | ...              | ...         |
| 20      | Jacek Czachor    | ?           |

#### Quady
| Miejsce | Kierowca             | Czas         |
| ------- | -------------------- | ------------ |
| 1       | Mohammed al-Shamsi   | 2,05.80 min. |
| 2       | Obaid Echtibi        | +4,5 sek.    |
| 3       | Razvan Paul Irimescu | +5,1 sek.    |
| ...     | ...                  | ...          |
| 4       | Rafał Sonik          | +6,7 sek.    |

#### Samochody
| Miejsce | Kierowca / pilot                        | Czas         |
| ------- | --------------------------------------- | ------------ |
| 1       | Guerlain Chicherit Tina Thörner         | 2,11.50 min. |
| 2       | Ricardo Leal dos Santos Filipe Palmeiro | +5,8 sek.    |
| 3       | Maurizio Traglio Fabian Lurquin         | +13,0 sek.   |

### Etap 1:Abu Zabi–Moreeb(OS 281 km[5])

#### Motocykle
| Miejsce | Motocyklista            | Czas          |
| ------- | ----------------------- | ------------- |
| 1       | Cyril Despres           | 2:51:47 godz. |
| 2       | Marc Coma               | +41,0 sek.    |
| 3       | Pål Anders Ullevålseter | +7:16 min.    |
| ...     | ...                     | ...           |
| 6       | Jacek Czachor           | +19:26 min.   |
| 8       | Jakub Przygoński        | +23:13 min.   |

#### Quady
| Miejsce | Kierowca           | Czas          |
| ------- | ------------------ | ------------- |
| 1       | Sebastian Husseini | 3:15:37 godz. |
| 2       | Franck Jaussaud    | +11:02 min.   |
| 3       | Lionel Laine       | +26:13 min.   |
| ...     | ...                | ...           |
| –       | Rafał Sonik        | —             |

#### Samochody
| Miejsce | Kierowca / pilot                    | Czas          |
| ------- | ----------------------------------- | ------------- |
| 1       | Guerlain Chicherit Tina Thörner     | 2:32:49 godz. |
| 2       | Yahya Alhelai Khalid al-Kendi       | +17:26 min.   |
| 3       | Abdullah Al-Herais Haleem bin Zayed | +28:37 min.   |

### Etap 2:Moreeb–Moreeb(OS 296 km[7])

#### Motocykle+Quady
| Miejsce | Motocyklista            | Czas          |
| ------- | ----------------------- | ------------- |
| 1       | Sean Gaugain            | 4:24:24 godz. |
| 2       | Pål Anders Ullevålseter | +4:29 min.    |
| 3       | Jakub Przygoński        | +6:05 min.    |
| ...     | ...                     | ...           |
| 13      | Jacek Czachor           | +29:35 min.   |

#### Samochody
| Miejsce | Kierowca / pilot                    | Czas          |
| ------- | ----------------------------------- | ------------- |
| 1       | Guerlain Chicherit Tina Thörner     | 4:31:43 godz. |
| 2       | Yahya Alhelai Khalid al-Kendi       | 5:04:24 godz. |
| 3       | Abdullah Al-Herais Haleem bin Zayed | 5:46:43 godz. |

### Etap 3:Moreeb–Moreeb(OS 340 km[8])

#### Motocykle+Quady
| Miejsce | Motocyklista            | Czas          |
| ------- | ----------------------- | ------------- |
| 1       | Cyril Despres           | 4:42:36 godz. |
| 2       | Marc Coma               | +1:47 min.    |
| 3       | Pål Anders Ullevålseter | +7:56 min.    |
| ...     | ...                     | ...           |
| 6       | Jakub Przygoński        | +16:23 min.   |
| 9       | Jacek Czachor           | +32:43 min.   |

#### Samochody
| Miejsce | Kierowca / pilot                | Czas          |
| ------- | ------------------------------- | ------------- |
| 1       | Guerlain Chicherit Tina Thörner | 5:04:14 godz. |
| 2       | Ahmed bin Soughat Wael Marjan   | 5:35:47 godz. |
| 3       | Glen Reid Paul Richards         | 5:48:23 godz. |

### Etap 4:Moreeb–Moreeb(OS 314 km[9])

#### Motocykle + Quady
| Miejsce | Motocyklista     | Czas                  |
| ------- | ---------------- | --------------------- |
| 1       | Obaid Echtibi    | 4:19:34 godz. (quady) |
| 2       | Sean Gaugain     | 4:19:53 godz.         |
| 3       | Jakub Przygoński | 4:20:17 godz.         |
| ...     | ...              | ...                   |
| 12      | Jacek Czachor    | +14:27 min.           |

#### Samochody
| Miejsce | Kierowca / pilot                | Czas          |
| ------- | ------------------------------- | ------------- |
| 1       | Guerlain Chicherit Tina Thörner | 4:23:42 godz. |
| 2       | Glen Reid Paul Richards         | +12:04 min.   |
| 3       | Ahmed bin Soughat Wael Marjan   | +20:16 min.   |

### Etap 5:Moreeb–Abu Dabi(OS 118 km[10])

#### Motocykle+Quady
| Miejsce | Motocyklista            | Czas          |
| ------- | ----------------------- | ------------- |
| 1       | Pål Anders Ullevålseter | 3:39:38 godz. |
| 2       | Mark Ackerman           | 3:40:21 godz. |
| 3       | Marc Coma               | 3:41:37 godz. |
| ...     | ...                     | ...           |
| 4       | Jakub Przygoński        | +3:58 min.    |
| 10      | Jacek Czachor           | +9:51 min.    |

#### Samochody
| Miejsce | Kierowca / pilot                | Czas          |
| ------- | ------------------------------- | ------------- |
| 1       | Guerlain Chicherit Tina Thörner | 4:20:08 godz. |
| 2       | Yahya Alhelai Khalid al-Kendi   | 4:23:11 godz. |
| 3       | Ahmed bin Soughat Wael Marjan   | 4:26:27 godz. |

## Klasyfikacja motocyklistów i kierowców quadów po rajdzie
| Miejsce | Motocyklista            | Punktacja |
| ------- | ----------------------- | --------- |
| 1       | Marc Coma               | 25 pkt    |
| 2       | Cyril Despres           | 22 pkt    |
| 3       | Pål Anders Ullevålseter | 20 pkt    |
| ...     | ...                     | ...       |
| 6       | Jakub Przygoński        | 15 pkt    |
| 8       | Jacek Czachor           | 13 pkt    |

## Klasyfikacja kierowców samochodów po rajdzie
| Miejsce | Kierowca / pilot                    | Punktacja |
| ------- | ----------------------------------- | --------- |
| 1       | Guerlain Chicherit Tina Thörner     | 15 pkt    |
| 2       | Yahya Alhelai Khalid al-Kendi       | 13 pkt    |
| 3       | Abdullah Al-Herais Haleem bin Zayed | 11 pkt    |